# Западно крайбрежие на САЩ
Вижте също Западен бряг за територията в Израел и Палестинската автономия.
Западното крайбрежие на САЩ (на английски: West Coast), наричано понякога и Западен бряг, е място за крайбрежните щати, разположени на западния бряг на САЩ, опиращи се до Тихия океан. Западното крайбрежие е част от Западния регион.

## Щати
Географското понятие Западно крайбрежие на САЩ включва следните щати (с излаз на Тихия океан):
- Аляска (на английски: Alaska)
- Вашингтон (на английски: Washington)
- Орегон (на английски: Oregon)
- Калифорния (на английски: California)

В Западното крайбрежие понякога се включват и щатите Хаваи (остров в Тихия океан). Понякога, когато се каже „Западно крайбрежие“, в културен аспект се има предвид само щата Калифорния или обратно – добавят се щатите Аризона и Невада.

## Разстояния
Разстоянието между Източното и Западното крайбрежие на САЩ по пътната мрежа на страната е около 4600 km (например между Сан Франциско и Ню Йорк е 4677 km, а между Сиатъл и Ню Йорк е 4599 km.
Въпреки че Западното крайбрежие се намира от азиатската страна на САЩ, е любопитно да се отбележи, че Западният бряг е по-близо до Европа и съответно България, отколкото до някои азиатски точки. Например Сан Франциско е на 10 431,89 km от София, докато разстоянието от Сан Франциско до Манила е 11 225,29 km.